# Reificación (estética)
La reificación o cosificación es un recurso estético, seguido fundamentalmente en la literatura y pintura del expresionismo, que consiste en degradar a seres humanos transformándolos en cosas o mirándolos como si fueran cosas. Por tanto, quien así lo hace posee un absoluto dominio de ellas a causa de su pasividad y les priva de cualquier humanidad. Se trata de un mecanismo habitual del vituperio: (por ejemplo, "tarugo" es un insulto que transforma a un personaje en un inútil, de la misma forma que un trozo de madera sobrante o tarugo es inútil para un carpintero). 
Aunque su uso es muy antiguo (se encuentra en el pintor Archimboldo y en Francisco de Quevedo), se trata de un procedimiento estético desarrollado fundamentalmente por el movimiento de vanguardia conocido como expresionismo, y por tanto se encuentra en los esperpentos dramáticos de Ramón María del Valle-Inclán.
- Datos: Q17996682